# Schackpjäsernas relativa värden
I schack är schackpjäsernas relativa värden ett system som tilldelar ett poängvärde för varje pjäs efter dess relativa styrka. Pjäsens relativa styrka avgörs av dess förmåga till utbyte. Pjäsers värde är beroende av den aktuella ställningen och värdet förändras under partiets gång.
Det är mycket svårt att tilldela ett visst allmänvärde för en viss pjäs, eftersom den aktuella ställningen kan variera i hög grad. Två springare är sällan starkare än ett par med löpare. Emellertid är springaren nästan alltid överlägsen i slutna positioner. Dubbel- och trippelbönder är vanligen svagare än vanliga bönder. Även isolerade bönder är en svaghet. Däremot är fribönder en styrka. Samtidigt är en isolerad bonde och en fri bonde samma typ av pjäs.
Under förra seklet hade matematiker enats om ungefärliga rörelsevärden för de olika schackpjäserna i slutspelet:
| Pjäs      | Symbol | Värde                      |
| --------- | ------ | -------------------------- |
| bonde     |        | 1                          |
| springare |        | 3                          |
| löpare    |        | 3                          |
| torn      |        | 5                          |
| dam       |        | 9                          |
| kung      |        | 4 (i praktiken ovärderlig) |

Observera att kungen är betydligt mindre värd i öppningen och mittspelet.

## Datorschack
Schackdatorer använder vanligen enheten centipawn (engelska: "en hundradel av en bonde") som mått på fördel. Detta system tillåter bedömning av strategiska fördelar som är mindre värda än en hel bonde.